# Vanuatu en la Copa de las Naciones de la OFC 2016
La selección de Vanuatu fue uno de los ocho equipos participantes de la Copa de las Naciones de la OFC 2016, realizada en Papúa Nueva Guinea entre el 28 de mayo y el 11 de junio. Fue la novena participación en el certamen continental.
The Men in Black & Gold habían sido sorteados en el grupo B junto con Nueva Zelanda, las Islas Salomón y Fiyi. Al conseguir una victoria y dos derrotas, quedaron eliminados en primera ronda.

## Enfrentamientos previos
En noviembre de 2015 recibió a Fiyi para disputar una serie de dos encuentros. Luego de igualar 1-1 en el primero, el elenco vanuatuense se impuso por 2-1 en el segundo. Nuevamente volvió a ser local el 26 de marzo en un amistoso contra Nueva Caledonia en el que ganó nuevamente 2-1.
| Fecha                   | Lugar     |         |                    | Resultado |                            |                 |
| ----------------------- | --------- | ------- | ------------------ | --------- | -------------------------- | --------------- |
| 7 de noviembre de 2015  | Port Vila | Vanuatu | Bandera de Vanuatu | 1:1 (1:0) | Bandera de Fiyi            | Fiyi            |
| 11 de noviembre de 2015 | Port Vila | Vanuatu | Bandera de Vanuatu | 2:1 (2:0) | Bandera de Fiyi            | Fiyi            |
| 26 de marzo de 2016     | Port Vila | Vanuatu | Bandera de Vanuatu | 2:1 (0:0) | Bandera de Nueva Caledonia | Nueva Caledonia |

## Jugadores
Moise Poida entregó la lista final de 20 jugadores el 12 de mayo.
| #  | Nombre             | Posición         | Edad | PJ Sel | Club               |
| -- | ------------------ | ---------------- | ---- | ------ | ------------------ |
| 1  | Seiloni Iaruel     | Arquero          | 21   | 1      | Tafea              |
| 2  | Brian Kaltack      | Defensor         | 22   | 8      | Solomon Warriors   |
| 3  | Kevin Shem         | Defensor         | 22   | 2      | Tafea              |
| 4  | Jason Thomas       | Defensor         | 20   | 3      | Erakor Golden Star |
| 5  | Jack Wanemut       | Defensor         | 24   | 0      | Erakor Golden Star |
| 6  | Ignace Iamak       | Defensor         | 26   | 3      | Tafea              |
| 7  | Samuel Kaloros     | Defensor         | 26   | 0      | Erakor Golden Star |
| 8  | Remy Kalsrap       | Defensor         | 20   | 0      | Erakor Golden Star |
| 9  | Bill Nicholls      | Mediocampista    | 22   | 0      | Magenta            |
| 10 | Dominique Fred     | Mediocampista    | 23   | 2      | Amicale            |
| 11 | Raoul Coulon       | Mediocampista    | 20   | 0      | Tupuji Imere       |
| 12 | Zika Mahuni        | Mediocampista    | 22   | 0      | Tafea              |
| 13 | Nemani Rogara      | Mediocampista    | 22   | 2      | Erakor Golden Star |
| 14 | Bong Kalo          | Mediocampista    | 19   | 0      | Tafea              |
| 15 | Daniel Natou       | Mediocampista    | 26   | 2      | Solomon Warriors   |
| 16 | Tony Kaltack       | Delantero        | 19   | 2      | Erakor Golden Star |
| 17 | Jean Kaltack       | Delantero        | 21   | 8      | Erakor Golden Star |
| 18 | Fenedy Masauvakalo | Delantero        | 30   | 8      | Amicale            |
| 19 | Kensi Tangis       | Delantero        | 26   | 10     | Solomon Warriors   |
| 20 | Chikau Mansale     | Arquero          | 33   | 8      | Mauriki            |
| 21 | Kaloran Firiam     | Arquero          | 21   | 0      | Tafea              |
| 22 | Jacky Ruben        | Mediocampista    | 19   | 0      | Amicale            |
| 23 | Don Mansale        | Mediocampista    | 24   | 1      | Tafea              |
| DT | Moise Poida        | Director técnico | 38   | -      | Bandera de Vanuatu |

## Participación

### Primera fase
| Equipo        | Pts | PJ | PG | PE | PP | GF | GC | Dif |
| ------------- | --- | -- | -- | -- | -- | -- | -- | --- |
| Nueva Zelanda | 9   | 3  | 3  | 0  | 0  | 9  | 1  | 8   |
| Islas Salomón | 3   | 3  | 1  | 0  | 2  | 1  | 2  | -1  |
| Fiyi          | 3   | 3  | 1  | 0  | 2  | 4  | 6  | -2  |
| Vanuatu       | 3   | 3  | 1  | 0  | 2  | 3  | 8  | -5  |

| 1          | Guardameta     | Seiloni Iaruel     |     |
| 6          | Defensa        | Ignace Iamak       |     |
| 2          | Defensa        | Brian Kaltack      |     |
| 4          | Defensa        | Jason Thomas       |     |
| 3          | Defensa        | Kevin Shem         |     |
| 10         | Centrocampista | Dominique Fred     |     |
| 14         | Centrocampista | Bong Kalo          |     |
| 15         | Centrocampista | Daniel Natou       | 84' |
| 18         | Delantero      | Fenedy Masauvakalo |     |
| 9          | Delantero      | Bill Nicholls      | 50' |
| 19         | Delantero      | Kensi Tangis       |     |
| Entrenador | Entrenador     | Moise Poida        |     |

| 1          | Guardameta     | Philip Mango    | 82' |
| 2          | Defensa        | Haddis Aengari  |     |
| 5          | Defensa        | Freddie Kini    |     |
| 17         | Defensa        | Nelson Sale     |     |
| 19         | Centrocampista | Gibson Daudau   | 83' |
| 18         | Centrocampista | Henry Fa'arodo  |     |
| 10         | Centrocampista | Judd Molea      |     |
| 9          | Centrocampista | Benjamin Totori |     |
| 11         | Delantero      | Micha Lea'alafa |     |
| 15         | Delantero      | Jerry Donga     |     |
| 22         | Delantero      | Joses Nawo      |     |
| Entrenador | Entrenador     | Moses Toata     |     |

| 13 | Delantero | Nemani Roqara | 50' |
| 21 | Delantero | Tony Kaltack  | 84' |

| 12 | Guardameta | Samson Koti | 82' |
| 16 | Delantero  | Gagame Feni | 83' |

| Anotado | 19' | Jerry Donga | 0 - 1 |

| Amonestado | 64' | Daniel Natou  |
| Amonestado | 78' | Nemani Roqara |
| Amonestado | 88' | Bong Kalo     |

| Amonestado | 44' | Henry Fa'arodo  |
| Amonestado | 70' | Micah Lea'alafa |
| Amonestado | 80' | Nelson Sale     |

| Árbitro             | Médéric Lacour |
| Árbitros asistentes | Folio Moeaki   |
|                     | Bertrand Bial  |
| Cuarto árbitro      | Kader Zitouni  |

| 1          | Guardameta     | Seiloni Iaruel     |     |
| 6          | Defensa        | Ignace Iamak       |     |
| 2          | Defensa        | Brian Kaltack      |     |
| 4          | Defensa        | Jason Thomas       |     |
| 3          | Defensa        | Kevin Shem         |     |
| 10         | Centrocampista | Dominique Fred     |     |
| 14         | Centrocampista | Bong Kalo          |     |
| 15         | Centrocampista | Daniel Natou       | 84' |
| 18         | Delantero      | Fenedy Masauvakalo |     |
| 9          | Delantero      | Bill Nicholls      | 50' |
| 19         | Delantero      | Kensi Tangis       |     |
| Entrenador | Entrenador     | Moise Poida        |     |

| 1          | Guardameta     | Philip Mango    | 82' |
| 2          | Defensa        | Haddis Aengari  |     |
| 5          | Defensa        | Freddie Kini    |     |
| 17         | Defensa        | Nelson Sale     |     |
| 19         | Centrocampista | Gibson Daudau   | 83' |
| 18         | Centrocampista | Henry Fa'arodo  |     |
| 10         | Centrocampista | Judd Molea      |     |
| 9          | Centrocampista | Benjamin Totori |     |
| 11         | Delantero      | Micha Lea'alafa |     |
| 15         | Delantero      | Jerry Donga     |     |
| 22         | Delantero      | Joses Nawo      |     |
| Entrenador | Entrenador     | Moses Toata     |     |

| 13 | Delantero | Nemani Roqara | 50' |
| 21 | Delantero | Tony Kaltack  | 84' |

| 12 | Guardameta | Samson Koti | 82' |
| 16 | Delantero  | Gagame Feni | 83' |

| Anotado | 19' | Jerry Donga | 0 - 1 |

| Amonestado | 64' | Daniel Natou  |
| Amonestado | 78' | Nemani Roqara |
| Amonestado | 88' | Bong Kalo     |

| Amonestado | 44' | Henry Fa'arodo  |
| Amonestado | 70' | Micah Lea'alafa |
| Amonestado | 80' | Nelson Sale     |

| Árbitro             | Médéric Lacour |
| Árbitros asistentes | Folio Moeaki   |
|                     | Bertrand Bial  |
| Cuarto árbitro      | Kader Zitouni  |

| 1          | Guardameta     | Seiloni Iaruel     |     |
| 5          | Defensa        | Jacques Wanemut    | 24' |
| 6          | Defensa        | Ignace Iamak       |     |
| 7          | Defensa        | Samuel Kaloros     |     |
| 4          | Defensa        | Jason Thomas       |     |
| 3          | Defensa        | Kevin Shem         |     |
| 10         | Centrocampista | Dominique Fred     |     |
| 2          | Centrocampista | Brian Kaltack      |     |
| 15         | Centrocampista | Daniel Natou       |     |
| 18         | Delantero      | Fenedy Masauvakalo | 62' |
| 19         | Delantero      | Kensi Tangis       | 46' |
| Entrenador | Entrenador     | Moise Poida        |     |

| 1          | Guardameta     | Stefan Marinovic         |     |
| 16         | Defensa        | Louis Fenton             |     |
| 17         | Defensa        | Luke Adams               |     |
| 18         | Defensa        | Sam Brotherton           | 56' |
| 4          | Defensa        | Themistoklis Tzimopoulos |     |
| 2          | Defensa        | Kip Colvey               |     |
| 8          | Centrocampista | Michael McGlinchey       |     |
| 6          | Centrocampista | Bill Tuiloma             | 46' |
| 10         | Centrocampista | Luka Prelevic            |     |
| 9          | Delantero      | Chris Wood               | 15' |
| 14         | Delantero      | Rory Fallon              |     |
| Entrenador | Entrenador     | Anthony Hudson           |     |

| 11 | Defensa        | Raoul Coulon  | 24' |
| 12 | Centrocampista | Zica Manuhi   | 46' |
| 9  | Delantero      | Bill Nicholls | 62' |

| 7  | Delantero      | Kosta Barbarouses | 15' |
| 11 | Centrocampista | Marco Rojas       | 46' |
| 13 | Delantero      | Monty Patterson   | 56' |

| Anotado | 4'  | Chris Wood         | 1 - 0 |
| Anotado | 6'  | Chris Wood         | 2 - 0 |
| Anotado | 10' | Michael McGlinchey | 3 - 0 |
| Anotado | 19' | Rory Fallon        | 4 - 0 |
| Anotado | 45' | Kosta Barbarouses  | 5 - 0 |

| Amonestado | 23' | Kevin Shem |

| Amonestado | 78' | Themistoklis Tzimopoulos |

| Árbitro             | Amos Anio      |
| Árbitros asistentes | Norman Bafinu  |
|                     | John Pareanga  |
| Cuarto árbitro      | Norbert Hauata |

| 1          | Guardameta     | Seiloni Iaruel     |     |
| 5          | Defensa        | Jacques Wanemut    | 24' |
| 6          | Defensa        | Ignace Iamak       |     |
| 7          | Defensa        | Samuel Kaloros     |     |
| 4          | Defensa        | Jason Thomas       |     |
| 3          | Defensa        | Kevin Shem         |     |
| 10         | Centrocampista | Dominique Fred     |     |
| 2          | Centrocampista | Brian Kaltack      |     |
| 15         | Centrocampista | Daniel Natou       |     |
| 18         | Delantero      | Fenedy Masauvakalo | 62' |
| 19         | Delantero      | Kensi Tangis       | 46' |
| Entrenador | Entrenador     | Moise Poida        |     |

| 1          | Guardameta     | Stefan Marinovic         |     |
| 16         | Defensa        | Louis Fenton             |     |
| 17         | Defensa        | Luke Adams               |     |
| 18         | Defensa        | Sam Brotherton           | 56' |
| 4          | Defensa        | Themistoklis Tzimopoulos |     |
| 2          | Defensa        | Kip Colvey               |     |
| 8          | Centrocampista | Michael McGlinchey       |     |
| 6          | Centrocampista | Bill Tuiloma             | 46' |
| 10         | Centrocampista | Luka Prelevic            |     |
| 9          | Delantero      | Chris Wood               | 15' |
| 14         | Delantero      | Rory Fallon              |     |
| Entrenador | Entrenador     | Anthony Hudson           |     |

| 11 | Defensa        | Raoul Coulon  | 24' |
| 12 | Centrocampista | Zica Manuhi   | 46' |
| 9  | Delantero      | Bill Nicholls | 62' |

| 7  | Delantero      | Kosta Barbarouses | 15' |
| 11 | Centrocampista | Marco Rojas       | 46' |
| 13 | Delantero      | Monty Patterson   | 56' |

| Anotado | 4'  | Chris Wood         | 1 - 0 |
| Anotado | 6'  | Chris Wood         | 2 - 0 |
| Anotado | 10' | Michael McGlinchey | 3 - 0 |
| Anotado | 19' | Rory Fallon        | 4 - 0 |
| Anotado | 45' | Kosta Barbarouses  | 5 - 0 |

| Amonestado | 23' | Kevin Shem |

| Amonestado | 78' | Themistoklis Tzimopoulos |

| Árbitro             | Amos Anio      |
| Árbitros asistentes | Norman Bafinu  |
|                     | John Pareanga  |
| Cuarto árbitro      | Norbert Hauata |

| 22         | Guardameta     | Beniaminio Mateinaqara |     |
| 11         | Defensa        | Ilimotama Jese         |     |
| 21         | Defensa        | Alvin Singh            |     |
| 23         | Defensa        | Samuela Kautoga        |     |
| 2          | Centrocampista | Avinesh Suwamy         |     |
| 7          | Centrocampista | Pita Bolatoga          | 46' |
| 8          | Centrocampista | Setareki Hughes        | 81' |
| 13         | Centrocampista | Ilisoni Tuinawaivuvu   |     |
| 18         | Centrocampista | Laisenia Raura         |     |
| 5          | Delantero      | Rusiate Matarerega     | 46' |
| 9          | Delantero      | Roy Krishna            |     |
| Entrenador | Entrenador     | Frank Farina           |     |

| 20         | Guardameta     | Chikau Mansale     |     |
| 4          | Defensa        | Jason Thomas       |     |
| 6          | Defensa        | Ignace Iamak       |     |
| 11         | Defensa        | Raoul Coulon       |     |
| 3          | Defensa        | Kevin Shem         |     |
| 2          | Centrocampista | Brian Kaltack      |     |
| 10         | Centrocampista | Dominique Fred     |     |
| 12         | Centrocampista | Zica Manuhi        | 61' |
| 14         | Centrocampista | Bong Kalo          |     |
| 15         | Centrocampista | Daniel Natou       | 64' |
| 18         | Delantero      | Fenedy Masauvakalo | 79' |
| Entrenador | Entrenador     | Moise Poida        |     |

| 12 | Centrocampista | Tevita Waranaivalu | 46' |
| 10 | Delantero      | Iosefo Verevou     | 46' |
| 15 | Defensa        | Samuela Nabenia    | 81' |

| 16 | Delantero | Tony Kaltack   | 61' |
| 7  | Defensa   | Samuel Kaloros | 64' |
| 9  | Delantero | Bill Nicholls  | 79' |

| Anotado | 51' | Samuela Kautoga | 1 - 2 |
| Anotado | 69' | Roy Krishna     | 2 - 2 |

| Anotado         | 19' | Dominique Fred     | 0 - 1 |
| Anotado         | 41' | Fenedy Masauvakalo | 0 - 2 |
| Anotado · Penal | 75' | Brian Kaltack      | 2 - 3 |

| Amonestado | 35'   | Ilimotama Jese         |
| Amonestado | 38'   | Laisenia Raura         |
| Amonestado | 71'   | Beniaminio Mateinaqara |
| Amonestado | 90+1' | Tevita Waranaivalu     |

| Amonestado | 7'  | Jason Thomas  |
| Amonestado | 58' | Brian Kaltack |

| Árbitro             | Kader Zitouni  |
| Árbitros asistentes | Bertrand Bial  |
|                     | John Pareanga  |
| Cuarto árbitro      | Médéric Lacour |

| 22         | Guardameta     | Beniaminio Mateinaqara |     |
| 11         | Defensa        | Ilimotama Jese         |     |
| 21         | Defensa        | Alvin Singh            |     |
| 23         | Defensa        | Samuela Kautoga        |     |
| 2          | Centrocampista | Avinesh Suwamy         |     |
| 7          | Centrocampista | Pita Bolatoga          | 46' |
| 8          | Centrocampista | Setareki Hughes        | 81' |
| 13         | Centrocampista | Ilisoni Tuinawaivuvu   |     |
| 18         | Centrocampista | Laisenia Raura         |     |
| 5          | Delantero      | Rusiate Matarerega     | 46' |
| 9          | Delantero      | Roy Krishna            |     |
| Entrenador | Entrenador     | Frank Farina           |     |

| 20         | Guardameta     | Chikau Mansale     |     |
| 4          | Defensa        | Jason Thomas       |     |
| 6          | Defensa        | Ignace Iamak       |     |
| 11         | Defensa        | Raoul Coulon       |     |
| 3          | Defensa        | Kevin Shem         |     |
| 2          | Centrocampista | Brian Kaltack      |     |
| 10         | Centrocampista | Dominique Fred     |     |
| 12         | Centrocampista | Zica Manuhi        | 61' |
| 14         | Centrocampista | Bong Kalo          |     |
| 15         | Centrocampista | Daniel Natou       | 64' |
| 18         | Delantero      | Fenedy Masauvakalo | 79' |
| Entrenador | Entrenador     | Moise Poida        |     |

| 12 | Centrocampista | Tevita Waranaivalu | 46' |
| 10 | Delantero      | Iosefo Verevou     | 46' |
| 15 | Defensa        | Samuela Nabenia    | 81' |

| 16 | Delantero | Tony Kaltack   | 61' |
| 7  | Defensa   | Samuel Kaloros | 64' |
| 9  | Delantero | Bill Nicholls  | 79' |

| Anotado | 51' | Samuela Kautoga | 1 - 2 |
| Anotado | 69' | Roy Krishna     | 2 - 2 |

| Anotado         | 19' | Dominique Fred     | 0 - 1 |
| Anotado         | 41' | Fenedy Masauvakalo | 0 - 2 |
| Anotado · Penal | 75' | Brian Kaltack      | 2 - 3 |

| Amonestado | 35'   | Ilimotama Jese         |
| Amonestado | 38'   | Laisenia Raura         |
| Amonestado | 71'   | Beniaminio Mateinaqara |
| Amonestado | 90+1' | Tevita Waranaivalu     |

| Amonestado | 7'  | Jason Thomas  |
| Amonestado | 58' | Brian Kaltack |

| Árbitro             | Kader Zitouni  |
| Árbitros asistentes | Bertrand Bial  |
|                     | John Pareanga  |
| Cuarto árbitro      | Médéric Lacour |